# Leichtathletik-Weltmeisterschaften 2023/800 m der Männer

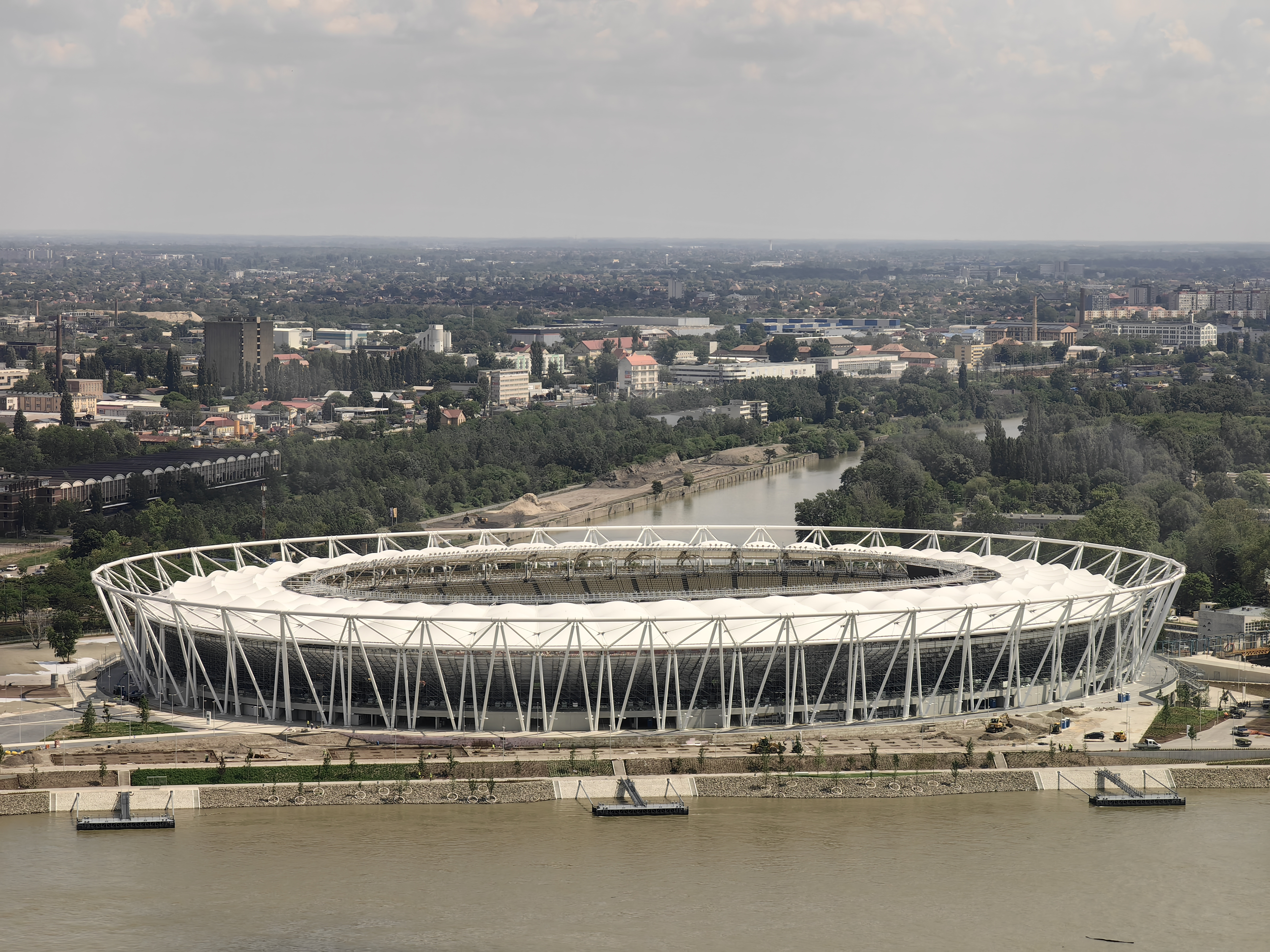
Nemzeti Atlétikai Központ im Mai 2023

Der 800-Meter-Lauf der Männer bei den Leichtathletik-Weltmeisterschaften 2023 fand vom 24. bis 26. August 2023 im Stadion Nemzeti Atlétikai Központ der ungarischen Hauptstadt Budapest statt.
61 Athleten aus 37 Ländern nahmen an dem Wettbewerb teil.
Weltmeister wurde der Kanadier Marco Arop. Er gewann vor dem Kenianer Emmanuel Wanyonyi. Bronze ging an den Briten Ben Pattison.

## Rekorde

### Bestehende Rekorde
| Weltrekord               | 1:40,91 min | David Rudisha   | OS London, Großbritannien | 9. August 2012  |
| Weltmeisterschaftsrekord | 1:42,34 min | Donavan Brazier | WM Doha, Katar            | 1. Oktober 2019 |

Der bestehende Championshiprekord (CR) wurde bei diesen Weltmeisterschaften nicht erreicht. Die schnellste Zeit erzielte der spätere Vizeweltmeister Emmanuel Wanyonyi aus Kenia im dritten Halbfinale am 24. August mit 1:43,83 min, womit er 1,49 Sekunden über dem Rekord blieb. Zum Weltrekord fehlten ihm 2,92 Sekunden.

## Legende
Kurze Übersicht zur Bedeutung der Symbolik – so üblicherweise auch in sonstigen Veröffentlichungen verwendet:
- DSQ: disqualifiziert
- IWR: Internationale Wettkampfregeln
- TR: Technische Regeln

## Vorrunde
Die Vorrunde wurde in sieben Läufen durchgeführt. Die ersten drei Athleten pro Lauf – hellblau unterlegt – sowie die darüber hinaus drei zeitschnellsten Läufer – hellgrün unterlegt – qualifizierten sich für das Halbfinale.

### Vorlauf 1
22. August 2023, 19:20 Uhr Ortszeit
| Platz | Name                | Nation      | Zeit (min) |
| ----- | ------------------- | ----------- | ---------- |
| 1     | Emmanuel Wanyonyi   | Kenia       | 1:44,92    |
| 2     | Gabriel Tual        | Frankreich  | 1:45,10    |
| 3     | Catalin Tecuceanu   | Italien     | 1:45,31    |
| 4     | Tshepiso Masalela   | Botswana    | 1:45,60    |
| 5     | Ryan Sánchez        | Puerto Rico | 1:48,24    |
| 6     | Mohamed Ali Gouaned | Algerien    | 1:49,16    |
| 7     | Krishan Kumar       | Indien      | 1:50,36    |
| 8     | Hein Htet Aung      | Myanmar     | 1:53,63    |
| 9     | Manuel Ataide       | Osttimor    | 1:58,32    |

### Vorlauf 2
22. August 2023, 19:28 Uhr Ortszeit
| Platz | Name              | Nation         | Zeit (min)                      |
| ----- | ----------------- | -------------- | ------------------------------- |
| 1     | Mateusz Borkowski | Polen          | 1:45,40                         |
| 2     | Max Burgin        | Großbritannien | 1:45,43                         |
| 3     | Joseph Deng       | Australien     | 1:45,48                         |
| 4     | Mark English      | Irland         | 1:45,71                         |
| 5     | Brad Mathas       | Neuseeland     | 1:45,95                         |
| 6     | Dániel Huller     | Ungarn         | 1:47,41                         |
| 7     | Tom Dradriga      | Uganda         | 1:48,60                         |
| DSQ   | Navasky Anderson  | Jamaika        | IWR 163, TR17.2.2 – Behinderung |

### Vorlauf 3
22. August 2023, 19:36 Uhr Ortszeit
| Platz | Name                  | Nation                  | Zeit (min) |
| ----- | --------------------- | ----------------------- | ---------- |
| 1     | Alex Ngeno Kipngetich | Kenia                   | 1:47,63    |
| 2     | Djamel Sedjati        | Algerien                | 1:47,87    |
| 3     | Saúl Ordóñez          | Spanien                 | 1:47,97    |
| 4     | Isaiah Harris         | USA                     | 1:48,00    |
| 5     | John Fitzsimons       | Irland                  | 1:48,20    |
| 6     | Ebrahim al-Zofairi    | Kuwait                  | 1:48,41    |
| 7     | John Rivera           | Puerto Rico             | 1:48,83    |
| 8     | Amel Tuka             | Bosnien und Herzegowina | 1:49,01    |
| 9     | Allan Ngitsi Chirwa   | Malawi                  | 1:51,62    |

### Vorlauf 4
22. August 2023, 19:44 Uhr Ortszeit
| Platz | Name                      | Nation         | Zeit (min) |
| ----- | ------------------------- | -------------- | ---------- |
| 1     | Adrián Ben                | Spanien        | 1:45,37    |
| 2     | Bryce Hoppel              | USA            | 1:45,56    |
| 3     | Daniel Rowden             | Großbritannien | 1:45,67    |
| 4     | Filip Ostrowski           | Polen          | 1:45,76    |
| 5     | Abdullahi Hassan          | Kanada         | 1:46,33    |
| 6     | Ferguson Cheruiyot Rotich | Kenia          | 1:46,53    |
| 7     | Marino Bloudek            | Kroatien       | 1:46,63    |
| 8     | Ole Jakob Solbu           | Norwegen       | 1:51,66    |

### Vorlauf 5
22. August 2023, 19:52 Uhr Ortszeit
| Platz | Name                   | Nation                  | Zeit (min) |
| ----- | ---------------------- | ----------------------- | ---------- |
| 1     | Benjamin Robert        | Frankreich              | 1:46,45    |
| 2     | Ben Pattison           | Großbritannien          | 1:46,57    |
| 3     | Mohamed Attaoui        | Spanien                 | 1:46,65    |
| 4     | Emmanuel Korir         | Kenia                   | 1:46,78    |
| 5     | Abdessalem Ayouni      | Tunesien                | 1:46,85    |
| 6     | Clayton Murphy         | USA                     | 1:47,06    |
| 7     | Abedin Mujezinović     | Bosnien und Herzegowina | 1:47,76    |
| 8     | Riley McGown           | Australien              | 1:48,38    |
| 9     | Faustino Prieto Alfaro | Äquatorialguinea        | 2:04,20    |

### Vorlauf 6
22. August 2023, 20:00 Uhr Ortszeit
| Platz | Name               | Nation                         | Zeit (min) |
| ----- | ------------------ | ------------------------------ | ---------- |
| 1     | Abdelati el-Guesse | Marokko                        | 1:45,24    |
| 2     | Andreas Kramer     | Schweden                       | 1:45,42    |
| 3     | Slimane Moula      | Algerien                       | 1:45,76    |
| 4     | Francesco Pernici  | Italien                        | 1:45,89    |
| 5     | Peter Bol          | Australien                     | 1:46,75    |
| 6     | James Preston      | Neuseeland                     | 1:46,84    |
| 7     | Handal Roban       | St. Vincent und die Grenadinen | 1:46,86    |
| 8     | Alex Beddoes       | Cookinseln                     | 1:48,31    |
| 9     | Justice Dreischor  | Aruba                          | 1:59,56    |

### Vorlauf 7
22. August 2023, 20:08 Uhr Ortszeit
| Platz | Name              | Nation     | Zeit (min) |
| ----- | ----------------- | ---------- | ---------- |
| 1     | Marco Arop        | Kanada     | 1:45,05    |
| 2     | Simone Barontini  | Italien    | 1:45,21    |
| 3     | Yanis Meziane     | Frankreich | 1:45,30    |
| 4     | Joonas Rinne      | Finnland   | 1:45,93    |
| 5     | Balázs Vindics    | Ungarn     | 1:47,18    |
| 6     | Eduardo Ribeiro   | Brasilien  | 1:47,75    |
| 7     | Oussama Nabil     | Marokko    | 1:47,96    |
| 8     | Abdullah al-Yaari | Jemen      | 1:47,98    |
| 9     | Mohammed Dwedar   | Palästina  | 1:55,45    |

## Halbfinale
In den drei Halbfinalläufen qualifizierten sich die jeweils ersten beiden Athleten – hellblau unterlegt – sowie die darüber hinaus zwei zeitschnellsten Läufer – hellgrün unterlegt – für das Finale.

### Halbfinallauf 1
24. August 2023, 20:50 Uhr Ortszeit
| Platz | Name               | Nation         | Zeit (min) |
| ----- | ------------------ | -------------- | ---------- |
| 1     | Slimane Moula      | Algerien       | 1:43,93    |
| 2     | Tshepiso Masalela  | Botswana       | 1:44,14    |
| 3     | Ben Pattison       | Großbritannien | 1:44,23    |
| 4     | Mateusz Borkowski  | Polen          | 1:44,30    |
| 5     | Mohamed Attaoui    | Spanien        | 1:44,35    |
| 6     | Benjamin Robert    | Frankreich     | 1:44,38    |
| 7     | Abdelati el-Guesse | Marokko        | 1:44,55    |
| 8     | Joseph Deng        | Australien     | 1:48,12    |

### Halbfinallauf 2
24. August 2023, 20:59 Uhr Ortszeit
| Platz | Name                  | Nation         | Zeit (min)                                                          |
| ----- | --------------------- | -------------- | ------------------------------------------------------------------- |
| 1     | Marco Arop            | Kanada         | 1:44,02                                                             |
| 2     | Djamel Sedjati        | Algerien       | 1:44,4900IWR 163, TR17.4.3 – Bahnübertreten, keine Disqualifikation |
| 3     | Saúl Ordóñez          | Spanien        | 1:44,74                                                             |
| 4     | Catalin Tecuceanu     | Italien        | 1:44,79                                                             |
| 5     | Gabriel Tual          | Frankreich     | 1:44,83                                                             |
| 6     | Filip Ostrowski       | Polen          | 1:45,30                                                             |
| 7     | Daniel Rowden         | Großbritannien | 1:45,38                                                             |
| 8     | Alex Ngeno Kipngetich | Kenia          | 1:45,56                                                             |

### Halbfinallauf 3
24. August 2023, 21:09 Uhr Ortszeit
| Platz | Name              | Nation         | Zeit (min)                                                          |
| ----- | ----------------- | -------------- | ------------------------------------------------------------------- |
| 1     | Emmanuel Wanyonyi | Kenia          | 1:43,8300IWR 163, TR17.4.3 – Bahnübertreten, keine Disqualifikation |
| 2     | Adrián Ben        | Spanien        | 1:43,92                                                             |
| 3     | Bryce Hoppel      | USA            | 1:44,04                                                             |
| 4     | Yanis Meziane     | Frankreich     | 1:44,30                                                             |
| 5     | Simone Barontini  | Italien        | 1:44,34                                                             |
| 6     | Andreas Kramer    | Schweden       | 1:44,57                                                             |
| 7     | Mark English      | Irland         | 1:45,14                                                             |
| 8     | Max Burgin        | Großbritannien | 1:47,60                                                             |

## Finale

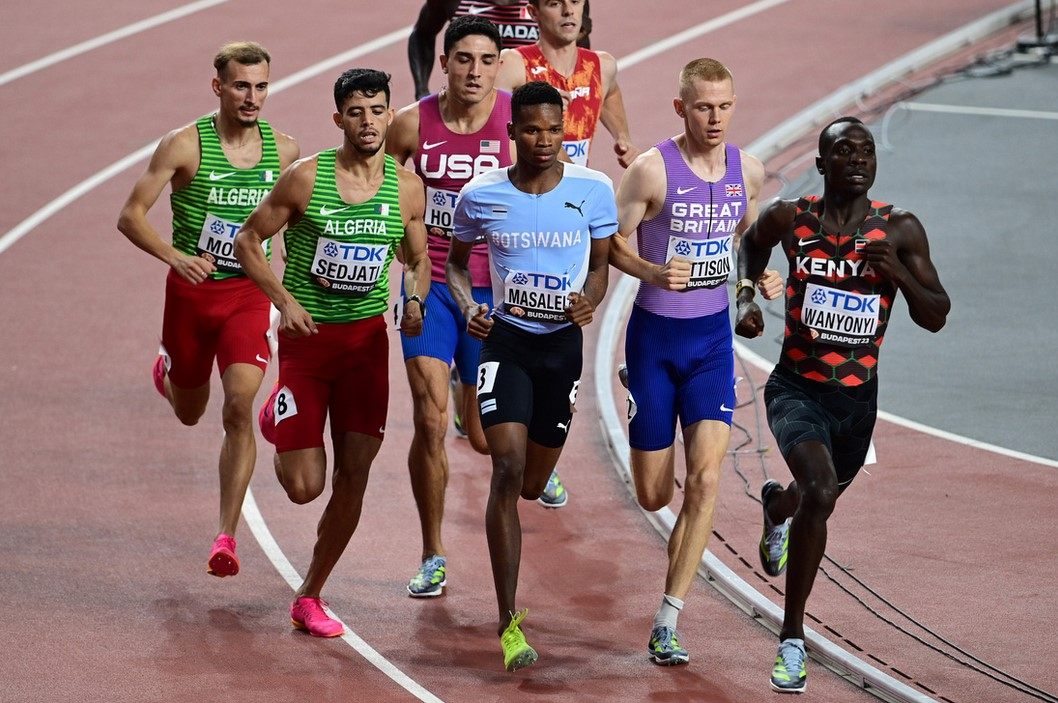
Die Läufer im Finale über 800 Meter

26. August 2023, 20:32 Uhr Ortszeit
| Platz | Name              | Nation         | Zeit (min)                       |
| ----- | ----------------- | -------------- | -------------------------------- |
| 1     | Marco Arop        | Kanada         | 1:44,24                          |
| 2     | Emmanuel Wanyonyi | Kenia          | 1:44,53                          |
| 3     | Ben Pattison      | Großbritannien | 1:44,83                          |
| 4     | Adrián Ben        | Spanien        | 1:44,91                          |
| 5     | Slimane Moula     | Algerien       | 1:44,95                          |
| 6     | Tshepiso Masalela | Botswana       | 1:45,57                          |
| 7     | Bryce Hoppel      | USA            | 1:46,02                          |
| DSQ   | Djamel Sedjati    | Algerien       | IWR 163, TR17.3 – Bahnübertreten |

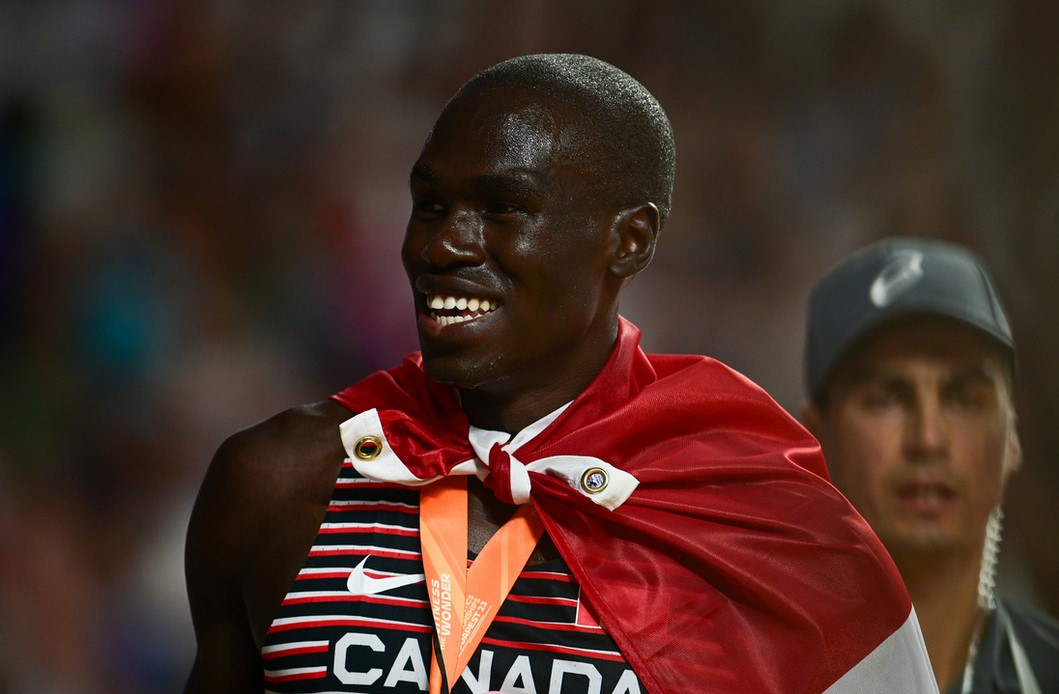
Weltmeister Marco Arop
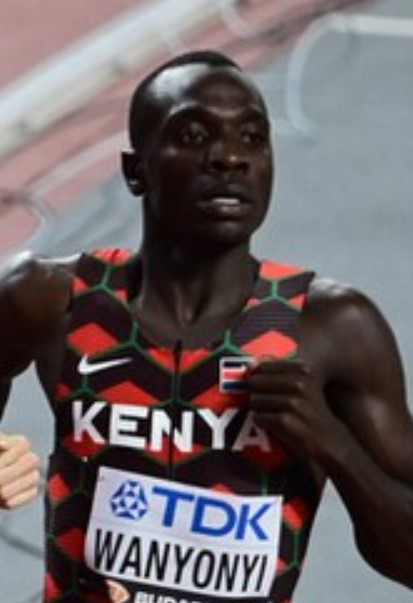
Vizeweltmeister Emmanuel Wanyonyi

## Videolink
- Men's Final, 800 m, World Athletics Championships, Budapest 2023, youtube.com, abgerufen am 4. September 2023